# Turniej o Złoty Kask 2022
Turniej o Złoty Kask 2022 – cykl zawodów żużlowych, organizowanych corocznie przez Polski Związek Motorowy.
Podczas zawodów nowy rekord opolskiego toru ustanowił Bartosz Zmarzlik (59,39).

## Finał
- Opole, 18 kwietnia 2022
- Sędzia: Piotr Lis

| Msc. | Zawodnik            | Klub         | Pkt |             |  |
| ---- | ------------------- | ------------ | --- | ----------- |  |
| 1    | Bartosz Zmarzlik    | Gorzów Wlkp. | 15  | (3,3,3,3,3) |  |
| 2    | Dominik Kubera      | Lublin       | 13  | (2,3,2,3,3) |  |
| 3    | Patryk Dudek        | Toruń        | 12  | (3,3,1,3,2) |  |
| 4    | Maciej Janowski     | Wrocław      | 10  | (3,3,1,1,2) |  |
| 5    | Bartosz Smektała    | Częstochowa  | 10  | (2,2,3,2,1) |  |
| 6    | Szymon Woźniak      | Gorzów Wlkp. | 9   | (2,1,2,2,2) |  |
| 7    | Piotr Pawlicki      | Leszno       | 8   | (2,t,3,3,t) |  |
| 8    | Gleb Czugunow       | Wrocław      | 8   | (1,2,2,2,1) |  |
| 9    | Janusz Kołodziej    | Leszno       | 7   | (t,1,3,0,3) |  |
| 10   | Jarosław Hampel     | Lublin       | 6   | (3,0,0,1,2) |  |
| 11   | Tobiasz Musielak    | Krosno       | 6   | (1,1,1,0,3) |  |
| 12   | Kacper Woryna       | Częstochowa  | 6   | (0,2,2,2,d) |  |
| 13   | Przemysław Pawlicki | Grudziądz    | 4   | (1,2,1,0,d) |  |
| 14   | Wiktor Lampart      | Lublin       | 3   | (1,1,0,0,1) |  |
| 15   | Jakub Miśkowiak     | Częstochowa  | 2   | (0,0,0,1,1) |  |
| 16   | Paweł Przedpełski   | Toruń        | 1   | (0,0,0,1,0) |  |
| 17   | Krzysztof Kasprzak  | Grudziądz    | 0   | (t,w,d)     |  |
| 18   | Bartłomiej Kowalski | Wrocław      | 0   | (0,0)       |  |

## Bieg po biegu
1. (61,66) Hampel, Smektała, Czugunow, Woryna
2. (61,19) Dudek, Kubera, Musielak, Przedpełski
3. (60,84) Zmarzlik, Woźniak, Prz. Pawlicki, Kowalski (Kołodziej - t, Kasprzak - t)
4. (60,97) Janowski, Pi. Pawlicki, Lampart, Miśkowiak
5. (60,58) Dudek, Prz. Pawlicki, Lampart, Hampel
6. (61,19) Kubera, Smektała, Kołodziej, Kowalski (Pi. Pawlicki - t, Kasprzak - w/2min)
7. (61,35) Zmarzlik, Woryna, Musielak, Miśkowiak
8. (61,34) Janowski, Czugunow, Woźniak, Przedpełski
9. (59,39) Zmarzlik, Kubera, Janowski, Hampel
10. (61,73) Smektała, Woźniak, Dudek, Miśkowiak
11. (61,14) Pi. Pawlicki, Woryna, Prz. Pawlicki, Przedpełski
12. (61,56) Kołodziej, Czugunow, Musielak, Lampart
13. (61,68) Pi. Pawlicki, Woźniak, Hampel, Musielak
14. (60,12) Zmarzlik, Smektała, Przedpełski, Lampart
15. (61,56) Dudek, Woryna, Janowski, Kołodziej
16. (61,87) Kubera, Czugunow, Miśkowiak, Prz. Pawlicki (d/4)
17. (62,28) Kołodziej, Hampel, Miśkowiak, Przedpełski
18. (61,21) Musielak, Janowski, Smektała, Prz. Pawlicki
19. (61,63) Kubera, Woźniak, Lampart, Woryna (d/st)
20. (61,57) Zmarzlik, Dudek, Czugunow, Kasprzak (d/st) - Pi. Pawlicki (t)